# Zettlitz
Zettlitz település Németországban, azon belül Szászország tartományban. Lakosainak száma 666 fő (2023. december 31.). Zettlitz Colditz és Rochlitz községekkel határos.

## Népesség
A település népességének változása:
| Lakosok száma | 718  | 704  | 664  | 672  | 666  |
|               | 2017 | 2019 | 2021 | 2022 | 2023 |